# Ciclismo ai Giochi della XIV Olimpiade - Tandem
La competizione del Tandem di ciclismo dei Giochi della XIV Olimpiade si tenne i giorni dal 7 all'11 agosto 1948  al Velodromo di Herne Hill a Londra, nel Regno Unito.

## Risultati

### 1º turno
| Pos. | Nazione     | Atleti                        | Tempo |
| ---- | ----------- | ----------------------------- | ----- |
| 1    | Svizzera    | Jean Roth Max Aeberli         | 12"0  |
| 2    | Paesi Bassi | Klaas Buchly Tinus van Gelder |       |

| Pos. | Nazione   | Atleti                         | Tempo |
| ---- | --------- | ------------------------------ | ----- |
| 1    | Danimarca | Hans Andresen Evan Klamer      | 11"7  |
| 2    | Belgio    | Louis Van Schill Roger De Pauw |       |

| Pos. | Nazione   | Atleti                            | Tempo |
| ---- | --------- | --------------------------------- | ----- |
| 1    | Italia    | Ferdinando Terruzzi Renato Perona | 13"3  |
| 2    | Argentina | Oscar Giacché Miguel Passi        |       |

| Pos. | Nazione     | Atleti                    | Tempo |
| ---- | ----------- | ------------------------- | ----- |
| 1    | Francia     | René Faye Gaston Dron     | 11"4  |
| 2    | Stati Uniti | Marvin Thomson Al Stiller |       |

| Pos. | Nazione       | Atleti                    | Tempo |
| ---- | ------------- | ------------------------- | ----- |
| 1    | Gran Bretagna | Reg Harris Alan Bannister | 11"2  |
| 2    | Austria       | Kurt Nemetz Erich Welt    |       |

### Recuperi
| Pos. | Nazione     | Atleti                         | Tempo |
| ---- | ----------- | ------------------------------ | ----- |
| 1    | Belgio      | Louis Van Schill Roger De Pauw | 13"2  |
| 2    | Paesi Bassi | Klaas Buchly Tinus van Gelder  |       |
| 3    | Argentina   | Oscar Giacché Miguel Passi     |       |

| Pos. | Nazione     | Atleti                    | Tempo |
| ---- | ----------- | ------------------------- | ----- |
| 1    | Stati Uniti | Marvin Thomson Al Stiller | 11"7  |
| 2    | Austria     | Kurt Nemetz Erich Welt    |       |

### Quarti di finale
| Pos. | Nazione       | Atleti                        | Tempo |
| ---- | ------------- | ----------------------------- | ----- |
| 1    | Gran Bretagna | Reg Harris Alan Bannister     | 11"6  |
| 2    | Paesi Bassi   | Klaas Buchly Tinus van Gelder |       |

| Pos. | Nazione   | Atleti                    | Tempo |
| ---- | --------- | ------------------------- | ----- |
| 1    | Francia   | René Faye Gaston Dron     | 11"9  |
| 2    | Danimarca | Hans Andresen Evan Klamer |       |

| Pos. | Nazione     | Atleti                    | Tempo |
| ---- | ----------- | ------------------------- | ----- |
| 1    | Svizzera    | Jean Roth Max Aeberli     | 12"0  |
| 2    | Stati Uniti | Marvin Thomson Al Stiller |       |

| Pos. | Nazione | Atleti                            | Tempo |
| ---- | ------- | --------------------------------- | ----- |
| 1    | Italia  | Ferdinando Terruzzi Renato Perona | 11"2  |
| 2    | Belgio  | Louis Van Schill Roger De Pauw    |       |

### Semifinali
| Pos. | Nazione       | Atleti                    | Tempo |
| ---- | ------------- | ------------------------- | ----- |
| 1    | Gran Bretagna | Reg Harris Alan Bannister | 11"4  |
| 2    | Francia       | René Faye Gaston Dron     |       |

| Pos. | Nazione  | Atleti                            | Tempo |
| ---- | -------- | --------------------------------- | ----- |
| 1    | Italia   | Ferdinando Terruzzi Renato Perona | 11"5  |
| 2    | Svizzera | Jean Roth Max Aeberli             |       |

### Finale 3º posto
| Pos.   | Nazione  | Atleti                | 1 manche | 2 manche |
| ------ | -------- | --------------------- | -------- | -------- |
| Bronzo | Francia  | René Faye Gaston Dron | 11"7     | 12"2     |
| 4      | Svizzera | Jean Roth Max Aeberli |          |          |

### Finale 1º posto
| Pos.    | Nazione       | Atleti                            | 1 manche | 2 manche | 3 manche |
| ------- | ------------- | --------------------------------- | -------- | -------- | -------- |
| Oro     | Italia        | Ferdinando Terruzzi Renato Perona |          | 11"3     | 11"6     |
| Argento | Gran Bretagna | Reg Harris Alan Bannister         | 11"1     |          |          |